# Korpuswerk
Korpuswerke sind eine Gattung der kulturgeschichtlichen Wissenschaftsliteratur: die meist mehrbändigen, großformatigen und durchgehend illustrierten Kataloge von Realien aus einem geschichtlich und regional eng umgrenzten Fachgebiet. Sie sind auf Vollständigkeit hin angelegt und behandeln einen historisch abgeschlossenen, meist weit zurückliegenden Gegenstandsbereich. Ihre Entstehung beruht auf jahre-, meist sogar jahrzehntelanger, in der Regel institutionell unterstützter Sammel- und Forschungsarbeit. Die Arbeit am Sarkophagcorpus (Die antiken Sarkophagreliefs) dauert beispielsweise bereits seit 150 Jahren an, jene am Corpus Inscriptionum Latinarum noch länger.
So gibt es beispielsweise (archäologische) Korpuswerke zu Megalithgräbern, Keilschrifttafeln, prähistorischen Fundgattungen, ägyptischen Papyri, antiken Vasenmalereien, lateinischen Inschriften, (öfter) zu bestimmten Münzsorten, Siegeln oder Orden, mittelalterlichen Bronzearbeiten, Glasgemälden, Tafelbildern und Skulpturen, geografischen und astronomischen Abhandlungen, einzelnen Bildmotiven und den Gemälden einzelner Künstler (z. B. Rembrandt oder Picasso), barocken Decken- und Wandmalereien, Bilder- und anderen Handschriften sowie Baudenkmälern.
Auch Sammlungen alter literarischer, theologischer (zum Beispiel die Textausgaben der Patristiker oder das Sentenzenwerk des Petrus Lombardus) oder juristischer Texte (zum Beispiel die des römischen Zivilrechts) tragen oft den Begriff Corpus im Titel. Der bevorzugte Fachterminus für diese Gattung ist allerdings Textkorpus.
Die Erarbeitung und Herausgabe von Korpuswerken ist Grundlagenforschung und heute oft organisatorisch bei den Akademien der Wissenschaften angesiedelt.
Wegen der gewaltigen Menge der gesammelten Daten werden manche Projekte – wie etwa das Corpus Vasorum Antiquorum – heute durch Online-Datenbanken ergänzt. Neu konzipierte Projekte wie das Corpus der barocken Deckenmalerei in Deutschland beziehen von vornherein computergestützte Methoden im Sinne der Digital Humanities mit ein. Der seit jeher für die Korpuswerke bestimmende Grundgedanke, dass eine möglichst umfassende bzw. vollständige Verfügbarkeit und Kenntnis der (schriftlichen oder dinglichen) Quellen die Grundvoraussetzung für weiterführende Forschungen ist, behält seine Gültigkeit. Dieser Ansatz erhält vielmehr noch verstärktes Gewicht durch die neuen Möglichkeiten zur Darstellung der Inhalte, zum Umgang mit großen Datenmengen und zur Recherche in ihnen (beispielsweise Volltextsuche oder verknüpfte Datenbankabfragen).